# Sven Gerich
Sven Gerich (sinh ngày 30 tháng 10 năm 1974 tại Hannoversch Münden) là một chính khách người Đức từ Đảng Dân chủ Xã hội Đức (SPD).

## Cuộc sống
Gerich làm việc trong công ty của cha mình ở Wiesbaden. Ông là thị trưởng của thành phố Wiesbaden kể từ ngày 1 tháng 7 năm 2013. Vào ngày 24 tháng 1 năm 2019, ông tuyên bố rằng ông sẽ không tranh cử trong bầu cử tháng 5 năm 2019.
Gerich kết hôn với người bạn đời Helge.

## Các hoạt động khác
- ESWE Versorgungs AG, Cựu Chủ tịch Ban kiểm soát[5]
- Kraftwerke Mainz-Wiesbaden AG, Cựu Chủ tịch Ban kiểm soát[6]